# Perigonella
Perigonella is een geslacht van neteldieren uit de  familie van de Pandeidae.

## Soort
- Perigonella sulfurea (Chun, 1889)